# H. R. McMaster
Herbert Raymond McMaster (* 20. února 1962, Filadelfie, Pensylvánie) je americký vojenský historik a generálporučík. V administrativě Donalda Trumpa zastával mezi léty 2017–2018 úřad poradce pro národní bezpečnost.
Do úřadu byl nominován 20. února 2017, ovšem následný měsíc jej musel ještě potvrdit americký senát, poněvadž se při nástupu do vládní funkce nechtěl vzdát své aktivní vojenské služby. Z funkce byl odvolán v dubnu 2018 po neshodách s prezidentem Trumpem. McMasterovy povinnosti v úřadu poté převzal John Bolton.